# Friedrich von Raumer
Friedrich Ludwig Georg von Raumer (ur. 14 maja 1781 w Wörlitz, zm. 14 czerwca 1873 w Berlinie) – niemiecki prawnik, historyk, publicysta, polityk; nauczyciel i wykładowca akademicki związany z uniwersytetami we Wrocławiu i Berlinie.

## Życiorys

### Wczesne lata życia
Urodził się w 1781 roku w Wörlitz w Księstwie Anhalt-Dessau jako syn Georga Friedricha von Raumera (1755–1822), lokalnego urzędnika państwowego oraz jego żony Charlotty z domu Marées aus Raguhn (1761–1811). Jego bratem był znany geolog i geograf Karl Georg von Raumer. Uczęszczał do berlińskiego Joachimsthalsches Gymnasium, gdzie zdał maturę. Następnie studiował prawo, administrację i historię na Georg-August-Universität w Getyndze oraz Friedrichs-Universität w Halle.
Po ukończeniu studiów w 1801 roku został referentem, a następnie asesorem rządowym w 1804 roku przy kurmarchijskiej kamerze rządowej. Od sierpnia 1806 do maja 1809 roku pełnił funkcję kierownika jednego z departamentów kamery dominialnej w Königs Wusterhausen.
W 1809 przeniósł się do Poczdamu, zostając członkiem Rady Rządowej. Rok później za sprawą Karla vom Steina zum Altensteina został urzędnikiem Ministerstwa Finansów. Następnie wchodził w skład gabinetu premiera Prus Karla Augusta von Hardenberga. Towarzyszył mu w kilku podróżach zagranicznych. Ze względu na swoje liberalno-reformatorskie poglądy z czasem popadł w konflikt z rządowymi urzędnikami przez co zrezygnował z dalszej działalności rządowej.

### Działalność uniwersytecka we Wrocławiu
W 1811 uzyskał stopień naukowy doktora nauk humanistycznych na Uniwersytecie Ruprechta i Karola w Heidelbergu. W tym samym roku przeprowadził się do Wrocławia obejmując stanowisko nauczyciela akademickiego na nowo powstałym Królewskim Uniwersytecie Wrocławskim powstałym z połączenia Uniwersytetu Viadrina we Frankfurcie nad Odrą z wrocławską Akademią Leopoldyńską. Wykładał tam nauki polityczne oraz historię. W latach 1818–1819 oraz 1842-1843 piastował urząd rektora tamtejszej uczelni. W międzyczasie odbył liczne podróże naukowe na terenie Niemiec, Szwajcarii i do Włoch.

### Praca naukowa w Berlinie
W 1819 roku przeniósł się na Friedrich-Wilhelms-Universität w Berlinie, będąc jego rektorem w latach 1822–1823 i 1842-1843 (jednocześnie był rektorem uczelni wrocławskiej). Ponadto czterokrotnie pełnił funkcję dziekana Wydziału Filozoficznego na tej uczelni. Odbył kilka podróży zagranicznych do: Francji (1830), Wielkiej Brytanii (1835), Włoch (1839), Stanów Zjednoczonych Ameryki Północnej (1844). Rezultaty tych podróży zostały opublikowane w jego pracach naukowych. W 1853 roku oficjalnie przeszedł na emeryturę. Przez pewien czas był sekretarzem Pruskiej Akademii Nauk.

### Działalność polityczna
W 1848 roku został wybrany posłem do Parlamentu Frankfurckiego, gdzie należał do frakcji centroprawicowej, która zaproponowała zjednoczenie Niemiec pod zwierzchnictwem Prus. Został wysłany do Paryża jako ambasador przez arcyksięcia regenta Jana Habsburga-Lotaryńskiego. Stał także na czele delegacji udającej się do króla Prus Fryderyka Wilhelma IV Hohenzollerna i oferującej mu koronę cesarską zjednoczonych Niemiec. Po rozwiązaniu Frankfurckiego Zgromadzenia Narodowego wrócił do Berlina, gdzie został członkiem izby wyższej pruskiego parlamentu – Izby Panów.
Zmarł w Berlinie w 1873 roku i został pochowany na cmentarzu w dzielnicy Kreuzberg.

## Dorobek naukowy

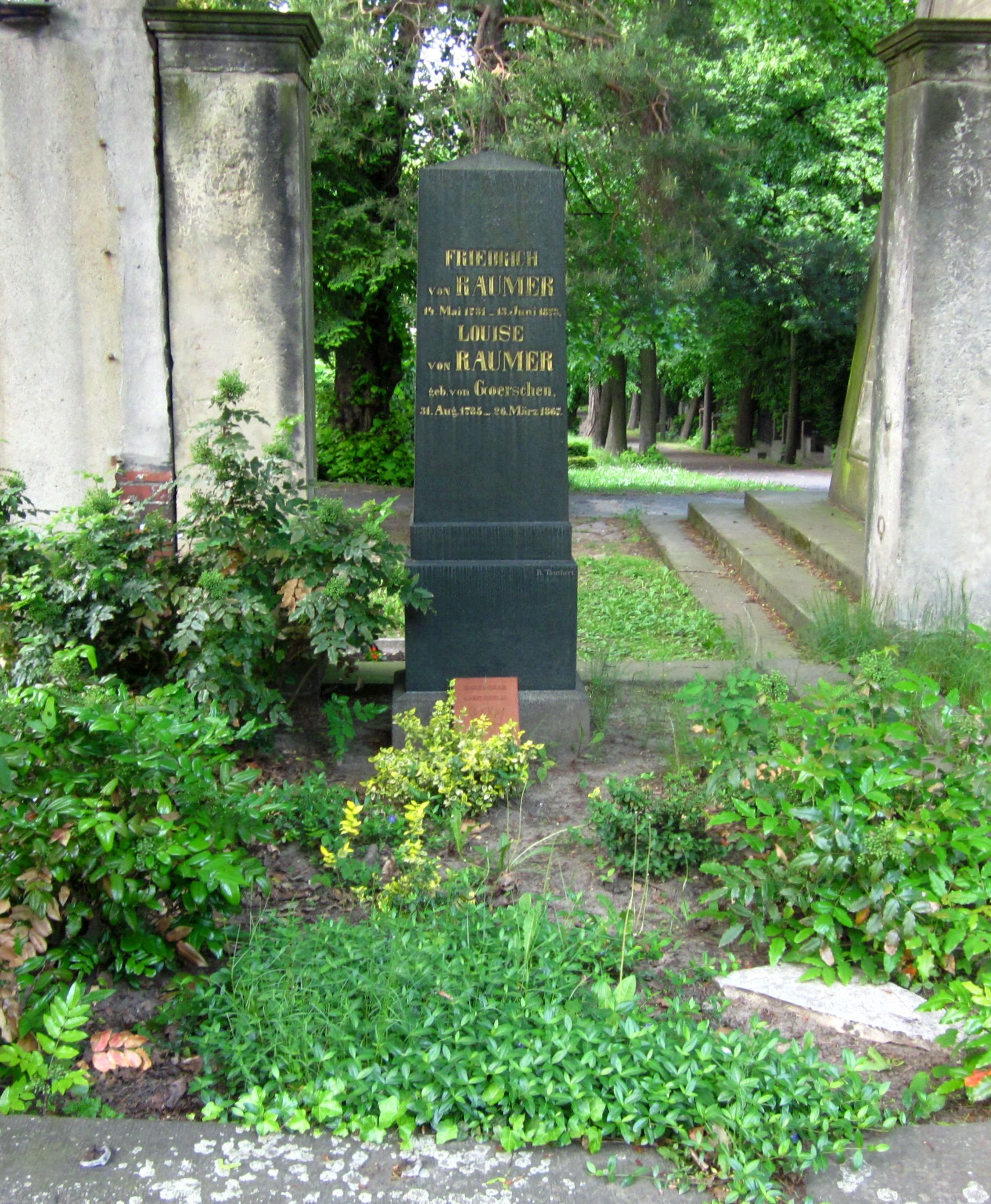
Nagrobek Friedricha von Raumera na cmentarzu w Berlinie-Kreuzbergu przy Bergmannstrasse

W swojej działalności naukowej specjalizował się w naukach z pogranicza historii, prawa, administracji oraz nauk politycznych. Za jego najważniejsze dzieło uchodzą: Geschichte der Hohenstaufen und ihrer Zeit (1823–25) i Geschichte Europas seit dem Ende des 15ten Jahrhunderts (1832–50). Jego pierwszą pracą opublikowaną anonimowo w 1806 roku była publikacja pt. Sechs Dialoge über Krieg und Handel. Do jego pozostałych prac należą:
- Das britische Besteuerungssystem, 1810.
- Handbuch merkwürdiger Stellen aus den lateinischen Geschichtschreibern des Mittelalters, 1813.
- Herbstreise nach Venedig, 1816.
- Vorlesungen über die alte Geschichte, 1821.
- Über die geschichtliche Entwickelung der Begriffe von Recht, Staat und Politik, 1826
- Über die preußische Städteordnung, 1828.
- Briefe aus Paris zur Erläuterung der Geschichte des 16. und 17. Jahrhunderts, 1831.
- Geschichte Europas seit dem Ende des 15. Jahrhunderts, 1832–1850.
- Beiträge zur neuern Geschichte aus dem Britischen Museum und Reichsarchiv, 1836–1839.
- Die Vereinigten Staaten von Nordamerika, 1845.
- Briefe aus Frankfurt und Paris 1848–1849, 1849.
- Historisch-politische Briefe über die geselligen Verhältnisse der Menschen, 1860.
- Lebenserinnerungen und Briefwechsel, 1861.
- Handbuch zur Geschichte der Litteratur, 1864-1866.
- Litterarischer Nachlaß, 1869.

W 1830 roku Friedrich von Raumer rozpoczął wydawanie serii Historisches Taschenbuch razem z F. A. Brockhausem, która po 1871 roku była kontynuowana przez Wilhelma Heinricha Riehla.
Był członkiem następujących towarzystw naukowych:
- Bawarskiej Akademii Nauk (1830)
- Królewskiej Szwedzkiej Akademii Nauk
- Akademii Nauk w Turynie
- Akademii Nauk w Glasgow
- Towarzystwa Królewskiego
- Germańskiego Muzeum Narodowego (honorowy członek, 1857)

Za swoją działalność naukową otrzymał w 1853 roku Bawarski Order Maksymiliana za Zasługi dla Nauki i Sztuki, a w 1863 roku Pour le Mérite za Naukę i Sztukę.